# Coppa del Mondo femminile di pallavolo 1985
La IV Coppa del Mondo femminile di pallavolo si è svolta dal 10 al 20 novembre 1985 a Sapporo, Iwamizawa, Fukuoka e Tokyo, in Giappone. Al torneo hanno partecipato 8 squadre nazionali e la vittoria finale è andata per la seconda volta consecutiva alla Cina.

## Classifica finale
| Classifica | Squadre          |
| ---------- | ---------------- |
|            | Cina             |
|            | Cuba             |
|            | Unione Sovietica |
| 4          | Giappone         |
| 5          | Perù             |
| 6          | Brasile          |
| 7          | Corea del Sud    |
| 8          | Tunisia          |